# Critters 4
Série Critters
Critters 3
(1991)
Pour plus de détails, voir Fiche technique et Distribution.
Critters 4 est un film américain réalisé par Rupert Harvey, quatrième volet de la série Critters. Il est sorti directement en vidéo aux États-Unis en 1992.

## Synopsis
En 1992, Charlie McFadden est envoyé dans l'espace en hibernation avec les deux derniers spécimens de Krites. L'équipage d'un vaisseau spatial récupère la capsule en 2045 et les réveille. Dès lors, les créatures, plus affamées que jamais, se lancent à la conquête de l'espace.

## Fiche technique
- Titre : Critters 4
- Titre original : Critters 4
- Réalisation : Rupert Harvey
- Scénario : Rupert Harvey, Barry Opper (de), Joseph Lyle et David J. Schow
- Production : Rupert Harvey et Barry Opper (de)
- Sociétés de production : New Line Cinema et OH Films
- Musique : Peter Manning Robinson
- Photographie : Thomas L. Callaway (en)
- Montage : Terry Stokes
- Décors : Philip Dean Foreman
- Costumes : Jami Burrows
- Pays d'origine :  États-Unis
- Format : Couleurs - 1,85:1 - Stéréo - 35 mm
- Genre : Comédie, horreur, science-fiction
- Durée : 100 minutes
- Dates de sortie : 
  -  États-Unis : 1992 (VHS)
  -  France : 23 mars 1994

## Distribution
- Don Keith Opper (en) (VF : Éric Chevalier) : Charlie McFadden
- Brad Dourif : Al Bert
- Angela Bassett : Fran
- Paul Whitthorne : Ethan
- Anders Hove (en) : Rick
- Eric Da Re : Bernie
- Terrence Mann : Ug
- Martine Beswick : la voix d'Angela
- Anne Ramsay : Dr McCormick

## Autour du film
- Toutes les scènes spatiales sont des stock-shots issus d'Androïde (1982), premier film de l'acteur Don Keith Opper, tandis que celles du vaisseau d'Ug sont reprises de Critters 2[1].
- Terrence Mann et Don Keith Opper sont les deux seuls acteurs à avoir joué dans tous les films de la série.
- Pour réduire les coûts de production, Critters 3 et Critters 4 furent tournés l'un à la suite de l'autre.